# 김새영
김새영(1944년 12월 6일 ~ )은 대한민국의 성우이다. 1977년 KBS 15기로 입사했으며 한국방송 성우극회 소속.

## 출연작

### 애니메이션
- 신밧드의 모험 (KBS)
- 말괄량이 루시 (KBS)

### 애니메이션 영화
- 11인의 우주용사 (KBS) - 누우

### 영화
- 15분 (KBS) - 호키슨의 변호사(브루스 커틀러) / 경찰
- 투명인간 (KBS) - 홀트 (마크 슬레이드)
- 법외정(KBS) - 마천보
- 늑대의 후예들 (KBS) - 토마의 아버지(한스 마이어) / 해설(자크 페렝)
- 하이디(KBS) - 의사 선생님 (롤프 뫼비우스)
- 리썰 웨폰 4 (SBS) - 베니 삼촌(진금상) / 홍씨의 삼촌(주우건)
- 썬더볼트(KBS) - 불량배(노혜광)
- 에너미 오브 스테이트 (KBS) - 앨버트(스튜어트 윌슨) / 국가안보국 국장(댄 버틀러)
- 스플래시 (KBS) - 지델(하워드 모리스)
- 멕시칸 (KBS) - 조(카스투로 구에라)
- 007 골드핑거(KBS) - 골든핑거의 동료(빌 나기)
- 트윈스 (KBS) - 베르너(토니 제이) /  밥(톰 맥클라이스터)
- 리오 그란데 (KBS) - 하인즈(프레드 케네디) / 연방보안관(그랜트 위더스)
- 우정 (KBS) - 넬슨(존 버튼) / 호레이쇼의 아버지(머레이 키넬)
- 용형마교 (SBS) - 엄사부(지윤주)
- 내 이름은 브루스 2 (SBS) - 비(칼 벤슨)
- 천국의 열쇠 - 프란시스의 아버지(데니스 호이) / 슬린스 신부(에드먼드 그웬)
- 볼케이노(KBS) - 스탠(존 캐럴 린치)
- F학점 첩보원 (KBS) - 마이클의 아버지(게리 멘디시노)
- 그렘린 (SBS)
- 데스퍼레이트 (SBS)
- 데블스 애드버킷 (KBS)
- 칠판 (KBS)
- 체인 리액션 (SBS)
- 파이널 디시즌 (SBS)
- 옥시즌 (KBS)
- 사보타지 (SBS)
- 까미유 끌로델 (KBS)
- 프리 머니 (KBS)
- 화소도 (KBS)
- 코쿤 (SBS)
- 셰인 (KBS)
- 오멘, 최후의 심판 (SBS)
- 태양은 가득히 (KBS)
- 내 사랑 루시 (KBS)
- 파코와 오초 (KBS)
- 킬러가 보낸 편지 (KBS)
- 조지 오브 정글 (KBS)
- 나의 사랑 나의 기사 (KBS)
- 어느 이혼녀의 고백 (KBS)
- 국경선 (SBS)
- 북경의 55일 (SBS)
- 올리브 나무 사이로 (SBS)
- 죽음의 카운트다운 (KBS)
- 탈주자 (KBS)
- 사랑의 만화경 (SBS)
- 달려라 청춘 (KBS)
- 25시의 추적 (KBS)
- 포이즌 아이비 (SBS)
- 블랙 레인 (SBS)

### 외화
- 말괄량이 삐삐 (KBS)
- 전격 Z 작전 (KBS) - 코넬리우스(피터 패로스)

### 인터넷
- 레인보우 살인사건 (옛날방송국) - 큰아버지